# Myanma National Airways
Myanma National Airways is een Myanmarese binnenlandse luchtvaartmaatschappij met haar thuisbasis in Yangon.

## Geschiedenis
Myanma National Airways is opgericht in 1948 als Union of Burma Airways. In 1972 werd de naam ingekort tot Burma Airways. Na een machtswisseling in 1989 werd de naam van het land gewijzigd van Burma in Myanmar en de hoofdstad van Rangoon in Yangon.
Union of Burma Airways werd toen omgedoopt in Myanma Airways.

## Vloot
De vloot van Myanma Airways bestaat uit:(december 2007)
- 3 Fokker F28-4000
- 1 Fokker F27-100
- 1 Fokker F27-400
- 3 Fokker F27-600